# Gjantse
Gjantse, uradno mesto Gyangzê (napisano tudi Gyangtse; tibetanščina: རྒྱལ་རྩེ, Wylie: rgyal rtse, ZYPY: Gyangzê; poenostavljeno kitajsko: 江孜镇; tradicionalno kitajsko: 江孜鎮; pinjin: Jiāngzī Zhèn), je mesto v okrožju Gjantse , prefektura Šigatse, Avtonomna pokrajina Tibet, Kitajska. Zgodovinsko je veljalo za tretje največje in najuglednejše mesto v regiji Tibeta (za [a|Laso]] in Šigatsejem), zdaj pa je vsaj deset večjih tibetanskih mest.

## Lokacija
Mesto je strateško locirano v dolini Njang Ču na starodavnih trgovskih poteh iz doline Čumbi, Jatung in Sikim, ki so se tu srečale. Od Gjantseja so poti vodile do Šigatseja navzdol in čez Kora La (prelaz) v osrednji Tibet. Trdnjava (zgrajena leta 1390) je varovala južne pristope do doline Yarlung Tsangpo in Lase. Mesto je bilo obdano z obzidjem, dolgim 3 km.

## Demografija
Leta 1952 je Gjantse imel približno 8000 prebivalcev, približno toliko kot leta 2008. Leži se 3977 m nad morsko gladino in je 254 km jugozahodno od Lase v rodovitni nižini doline reke Njang in na stranskem kraku avtoceste prijateljstva, ki povezuje Katmandu v Nepalu z Laso. Gjantse je bilo tretje največje mesto v Tibetu, preden ga je prehitel Čamdo.

## Britanski vojaški garnizon
Leta 1904 je bila po krajšem obleganju sklenjena pogodba z Britanci. V skladu s pogodbo je bil britanski trgovski agent nameščen v Gjantseju. V prvi polovici 20. stoletja je bil tam nameščen britanski vojaški garnizon, sestavljen predvsem iz indijskih vojakov. Sir Walter Buchanan ga je leta 1919 označil za 'majhno' ekipo. Pod vladavino 13. dalajlame je služil kot vojaška šola za pomoč pri usposabljanju tibetanskih častnikov. Hank Baker, radijski operater, ki je bil med drugo svetovno vojno napoten v Tibet, naj bi leta 1938 pregledal »garnizon indijske vojske« »v utrdbi Gjantse«. Leta 1940 je bilo mesto še vedno v garnizonu britanske vojske.

## Znamenitosti
Gjantse je znan po obnovljeni trdnjavi Gjantse Dzong ali utrdbi in veličastnem večplastnem Kumbumu (dobesedno '100.000 slik') samostana Palčo, največjega čörtena (stupa v Tibetu. Kumbum je leta 1427 dal zgraditi princ Gjantse in je bil pomembno središče šole Sakja tibetanskega budizma. Ta verska stavba vsebuje 77 kapel v šestih nadstropjih in je ponazorjena z več kot 10.000 freskami, od katerih mnoge kažejo močan nepalski vpliv, ki so preživele skoraj v celoti nedotaknjene. So zadnje te vrste, ki so jih našli v Tibetu. Številni restavrirani glineni kipi so manj umetniški kot uničeni izvirniki - vendar so še vedno spektakularni.
Mesto je bilo skoraj uničeno zaradi poplav leta 1954. Po nemirih leta 1959 je bila lokalna industrija razstavljena, obrtniki pa so pobegnili, drugi pa so bili nameščeni v delovna taborišča. V samostanu je bilo zaprtih okoli 400 menihov in laikov. Med kulturno revolucijo so utrdbo, samostan in Kumbum oropali. Dragoceni predmeti so bili uničeni ali poslani iz Tibeta. Čortenu je bilo prizaneseno.
Glavna stavba samostana Pelkor Čode ali Palčo in Kumbum sta bila v veliki meri obnovljena, dzong ali utrdba pa je še vedno večinoma v ruševinah. Tamkajšnji Muzej protibritanskega imperializma prikazuje različico LRK o britanski invaziji leta 1904. Skulptura, ki tvori osrednji del muzeja, sta dva 'tibetanska' bojevnika, vendar temeljita na fotografijah, ki jih je posnel poročnik G. J. Davys v dolini Čumbi in prikazujejo lažne bitke ne-Tibetancev, oklep pa sta bila oblečena nazaj.
- Gjantse s trdnjavo Dzong v ozadju, 1995
- Glavna ulica Gjantse, s Kumbumom na levi in utrdbo zgoraj, 1993
- Trdnjava Gjantse
- Pogled na Gyantse z vrha njegove trdnjave
- Stari Gjantse in Gjantse Dzong
- "Restavracija Musilin mesta heroja"
- Ulica v starem mestnem jedru Gjantse
- Utrdba Gjantse s strehe Kumbum, 1993
- Trdnjavsko obzidje. Gjantse. 1938
- Ogromna thangka na steni
- Palden Lhamo, Gjantse Gompa, 1993